# オットー・フォン・ヴェルダン
オットー・フォン・ヴェルダン（Otto von Verdun、? - 944年）は、ロートリンゲン出身の貴族で、ヴェルダン伯およびロートリンゲン公（在位：940年 - 944年）。ヴェルダン伯であったとみられるリヒヴィン・フォン・ヴェルダン（923年暗殺）の息子である。父リヒヴィンは、西フランク王ルイ2世の孫娘でアルデンヌ家のロタリンギア宮中伯ヴィゲリヒの寡婦クニグンデと再婚した。

## 生涯
940年、東フランク王オットー1世の弟ロートリンゲン公ハインリヒ1世がロートリンゲン貴族の反発を受け、代わりに在地貴族のオットーが国王よりロートリンゲン公位を与えられた。正式にロートリンゲン公に任ぜられたものの、国王オットー1世は前ロートリンゲン公ギゼルベルトの子ハインリヒを後継者として認めたため、オットーはハインリヒの後見人としてロートリンゲンを支配することとなった。
オットーは944年に死去した。被後見人であったハインリヒはそれ以前にすでに死去しており、オットー1世はオットーの死後すぐに、ザーリアー家のコンラートをロートリンゲン公に任じ、947年には自身の娘リウトガルトと結婚させた。ヴェルダン伯には949年にルドルフという人物が任じられたが、その後はアルデンヌ家のゴットフリート1世に与えられた。
娘エルメンガルドはナミュール伯ロベール1世と結婚した。